# Soixante-six (jeu de cartes)
Pour les articles homonymes, voir 66 (nombre).
Le soixante-six est un jeu de cartes, populaire en Europe centrale.

## Caractéristiques

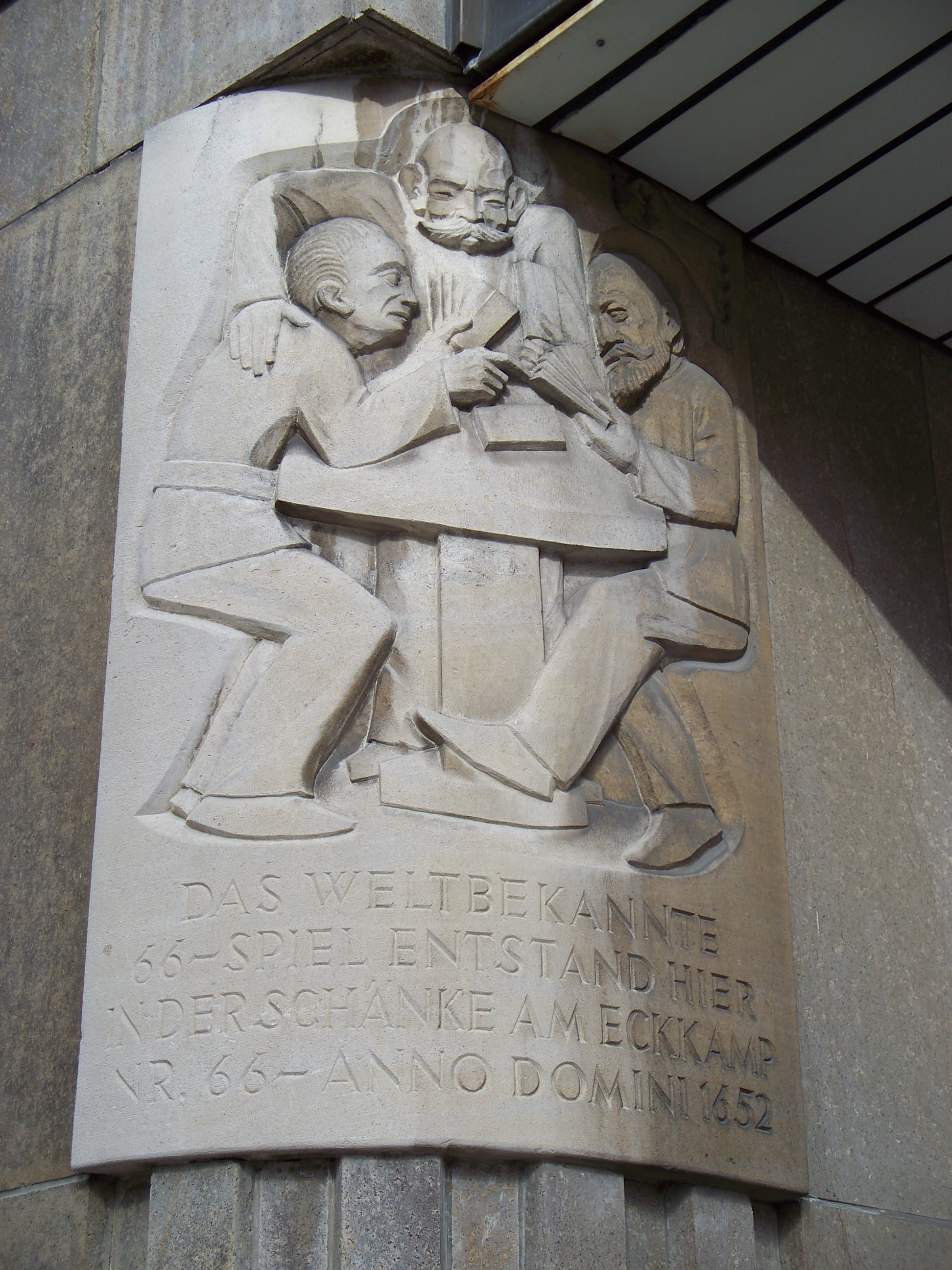
Plaque commémorant la création du soixante-six à Paderborn.

Le soixante-six est un jeu de levées pour 2 joueurs, joué avec 24 cartes (des variantes existent pour un jeu à 3 ou 4 joueurs). Il s'agit d'un jeu populaire en Europe centrale, particulièrement en Allemagne (où il est appelé Sechsundsechzig). Dans ce pays, il est joué avec des cartes aux enseignes françaises (cœur, pique, carreau et trèfle) dans le nord et des cartes aux enseignes germaniques (glands, feuilles, cœurs et cloches) dans le sud. Les cartes employées sont l'as ou le daus, le 10, le roi, la dame ou l'ober, le valet ou l'unter, et le 9, valant respectivement 11, 10, 4, 3, 2 et 0 points.
Lors d'une partie, une couleur d'atout est déterminée au hasard. Chaque joueur possède 6 cartes en main et pioche pour la compléter après chaque coup. Le but du jeu est d'être le premier à cumuler un score de 66 points. Les cartes ont une valeur totale de 120 points et le dernier pli rapporte 10 points. Un joueur qui possède le roi et la reine d'une même couleur marque 20 points (40 points s'il s'agit de l'atout), lorsqu'il joue le premier des deux.
Selon la légende, le jeu aurait été créé en 1652 dans la ville allemande de Paderborn, dans une auberge située sur la voie Eckkamp, au numéro 66. L'auberge a disparu et l'édifice construit à sa place ne porte pas le même numéro, mais une plaque commémorative est cependant apposée sur son mur. Dans certains livres anciens, le jeu est appelé Paderbörnern plutôt que soixante-six. L'existence d'un jeu similaire, le Mariagespiel (en) (littéralement « jeu du mariage »), est documentée au début du XVIIIe siècle.
Des jeux proches existent à travers l'Europe, comme le mariáš (en) en République tchèque et Slovaquie, l'ulti (en) en hongrie, le marjapussi (en) en Hongrie, le bésigue en France et le pinochle (en) aux États-Unis. Le Schnapsen est une variante très populaire en Autriche, qui se joue avec un jeu de 20 cartes et 5 cartes en main.

## Règles

### Valeur des cartes
La valeur des cartes dans un pli est la suivante :
- As / Daus : 11 points
- 10 : 10 points
- Roi : 4 points
- Dame / Ober : 3 points
- Valet / Unter : 2 points
- 9 : 0 point

### Donne
Le donneur est déterminé par n'importe quelle méthode ; la donne alterne ensuite entre les joueurs. Chacun d'eux reçoit 6 cartes. La 13e carte est placée face visible sur la table : sa couleur détermine l'atout. Les 11 dernières cartes sont placées en tas, face cachée, perpendiculairement à cette 13e carte, de façon qu'elle soit à moitié recouverte. Ces 12 cartes forment le talon.

### Jeu
Le joueur qui n'a pas distribué mène la main : il place une des cartes de son jeu face visible sur la table. Le joueur adverse répond en plaçant également l'une de ses cartes face visible. Si les deux joueurs ont joué la même couleur, celui qui a joué la carte la plus élevée remporte la main ; si un seul des deux a joué un atout, il remporte la main ; si les deux joueurs ont joué des couleurs différentes, hors atout, le premier joueur remporte la main.
Tant que le talon n'est pas épuisé, le second joueur n'a aucune obligation de suivre le premier avec la même couleur, ou de couper avec un atout : il joue la carte qu'il désire.
Le joueur ayant remporté la main la place face caché à côté de lui. Il pioche ensuite la première carte du talon, suivi par le deuxième joueur. Il place ensuite l'une des 6 cartes de son jeu face visible sur la table et la partie se poursuit comme précédemment.
Après la 6e main, le joueur l'ayant remportée pioche donc la dernière carte cachée du talon, son adversaire récupérant la carte d'atout exposée face visible au tout début de la partie.

### Neuf d'atout
Le joueur possédant la plus petite carte d'atout, le neuf, peut l'échanger contre la carte d'atout visible en dessous du talon. Il ne peut le faire que s'il mène la main ou qu'il a déjà remporté un pli. Cette action n'est pas possible au milieu d'une main, mais seulement après que les joueurs ont pioché.

### Mariages
S'il mène la main, un joueur peut « marier » le roi et la reine d'une même couleur en jouant l'une des deux cartes et en montrant simultanément l'autre au joueur adverse. Un mariage entre deux cartes d'atouts vaut 40 points, et 20 points entre deux cartes normales. Ces points ne sont pas comptabilisés dans le total du joueur tant qu'il n'a pas remporté au moins un pli.

### Fin du talon
Après la 6e main, lorsque le talon est épuisé, les règles deviennent plus strictes : les joueurs doivent suivre la couleur jouée, avec une carte d'une valeur supérieure si possible, une valeur inférieure dans le cas contraire. S'ils ne le peuvent pas, ils sont obligés de couper à l'atout. S'ils ne le peuvent pas non plus, ils peuvent jouer n'importe quelle carte. Les mariages ne sont plus possibles.
Si aucun joueur ne met fin à la partie avant, le jeu se poursuit jusqu'à épuisement des cartes en main. Le joueur remportant la dernière main reçoit un bonus de 10 points.

### Clôture
Si le talon n'est pas épuisé, le joueur qui mène la main peut le « clore » : il place alors la carte d'atout en bas du talon sur le dessus, face cachée. Cette clôture peut s'annoncer avant de piocher au talon (les joueurs ont alors 5 cartes en main) ou après (ils ont alors 6 cartes en main). Les règles suivent alors celles du talon épuisé, les joueurs étant obligés de suivre à la couleur jouée ou de couper à l'atout, les mariages étant interdits. Le joueur remportant la dernière main ne reçoit toutefois aucun bonus de 10 points.
Si le joueur qui a annoncé la clôture estime avoir atteint 66 points, il peut terminer la partie (voir ci-dessous). Les points de l'adversaire ne sont pas comptabilisés sur la totalité de ses plis à la fin de la partie, mais sur leur situation au moment de la clôture.

### Fin de partie
Si un joueur qui vient de remporter une main ou de déclarer un mariage estime qu'il a atteint 66 points ou plus, il peut annoncer immédiatement qu'il met fin à la partie.
On additionne alors les valeurs des cartes qu'il a remportées et des mariages éventuels qu'il a annoncés. Deux cas sont possibles :
- S'il atteint effectivement 66 points, il remporte :
  - 1 point de partie si son adversaire possède 33 points ou plus dans ses plis (ou dans ceux au moment de la clôture éventuelle du talon, si tel est le cas) ;
  - 2 points de partie si l'adversaire a remporté au moins une main et qu'il possède 32 points ou moins ;
  - 3 points de partie si l'adversaire n'a remporté aucune main.
- S'il s'est trompé et qu'il n'a pas atteint 66 points, il perd 2 points de partie, ou 3 si son adversaire n'a réalisé aucun pli.

Cette action n'est possible que si le joueur mène la main : s'il oublie d'annoncer qu'il a atteint 66 points (ou s'il l'ignore), il ne peut plus le faire tant qu'il n'a pas récupéré la main.
Si toutes les cartes en main sont épuisées sans qu'aucun joueur n'ait annoncé une fin de partie, le gagnant est celui dont le score est le plus élevé.

### Gagnant
La première personne obtenant 7 points de partie remporte la victoire.